# Kanon Pokajanen
Kanon Pokajanen es una composición para coro mixto de Arvo Pärt de 1997. El texto está basado en el Canon de Arrepentimiento a Nuestro Señor Jesucristo, un himno ortodoxo cantado comúnmente durante los oficios de la mañana en la Iglesia Eslava, el manuscrito más antiguo de esta institución religiosa y escrito probablemente por San Andrés de Creta (h. 660-740 DC), siendo su mayor obra conocida como Gran Canon.
La obra se compone de una serie de cantos en torno al tema del arrepentimiento, visto desde una perspectiva positiva, de cambio y transformación, no solo personal sino también colectiva. Siguiendo la tradición rusa de la música coral sacra, el Kanon Pokajanen se canta a cappella.

## Antecedentes
Arvo Pärt describe su encuentro con el texto y la historia de su adaptación hacia la música de la siguiente manera:

Hace muchos años, cuando estudiaba por primera vez las tradiciones de la Iglesia ortodoxa de Rusia, di con un texto que me causó una impresión muy honda, aunque en aquella época no era capaz de entenderlo. Se trataba del Canon del Arrepentimiento.

Desde entonces he vuelto en repetidas ocasiones a estos versos, en un lento y arduo esfuerzo por descifrarlos. Dos composiciones corales (Nun eile ich...., 1990 y Memento, 1994) fueron mis primeros intentos de aproximarme al Canon. Después resolví musicalizarlo entero, de principio a fin. Así pude frecuentarlo de manera constante y dedicarme de lleno a su estudio. Cuando menos, no dejó de ocupar mi espíritu hasta haber terminado la partitura. Algo parecido me ocurrió trabajando en la Passio.

Tardé más de dos años en componer el Kanon Pokajanen, y mi "convivencia" con él fue muy enriquecedora. Tal vez sea por eso por lo que significa tanto para mí.

Arvo Pärt fue comisionado por KölnMusic GmbH para escribir una obra que conmemorara el 750.º aniversario de la construcción de la Catedral de Colonia. Lo terminó en 1997 y se estrenó en la Catedral de Colonia el 17 de marzo de 1998, cantado por el Coro de Cámara de la Filarmónica de Estonia bajo la dirección de Tõnu Kaljuste, a quien esta pieza fue dedicada.

## Estructura
Como Pärt dijo, "las palabras son muy importantes para mí; ellas definen la música" y además "la construcción de la música está basada en la construcción del texto". Siendo esta la estructura de la música basada en el texto del Canon de Arrepentimiento.
El canon ortodoxo de oriente, en general, está compuesto por nueve odas (aunque en la práctica usualmente se cantan ocho). Cada oda comienza con un verso introductoria llamado "eirmos" o "Hermos" (plural: eirmoi) el cual está seguido por cuatro versos llamados troparia (singular: troparion) todos intercalados con respuesta antifonales adaptados al sujeto del canon. El último troparion está referido como el "Theotokion" o "Teotokio", llamado así porque está escrito en honor de Theotokos (Madre de Dios).
Hay también himnos intermedios los cuales sirven para sintetizar el tema del canon: El "Sendalen" aparece entre la Oda III y la Oda IV, el Konkation y su Ikos, ambos entre la Oda VI y la Oda VII, y la Oración después del Canon, que aparece al final del Canon después de la Oda IX y puede servir como oración previa a la Comunión.
El eirmos, que en griego significa "modelo" o "cadena", es una paráfrasis de uno de los nueve cánticos encontrado en las Sagradas escrituras, usualmente tomando un verso específico o la idea general la canción bíblica. Esta es la lista de cánticos bíblicos con sus nombres tradicionales:
1. Éxodo —El cántico de Moisés y Miriam, después de cruzar el Mar Rojo.
2. Deuteronomio —El cántico de Moisés, castigando a los israelitas or sus pecados.
3. Primer libro de Samuel (1 Reyes 2:1–10, Septuaginta)—El cántico de Ana.
4. Libro de Habacuc —El cántico (o visión) de Habacuc.
5. Libro de Isaías —La oración de Isaías.
6. Libro de Jonás —La oración de Jonás.
7. La Oración de Azarías 2–21 (Daniel 3:26–45, Septuaginta)—El Cántico de los Tres Jóvenes: Ananías (Shadrach), Misael (Meshach) y Azarías (Abednego).
8. Ell Cántico de los Tres Jóvenes 28–67 (Daniel 3:52–90, Septuaginta)—El Cántico de los Tres Jóvenes.
9. Evangelio de Lucas —El Magníficat.

Normalmente la oda segunda es omitida debido a su naturaleza severa. La excepción más notable a esto es en el Gran Canon Penintencial de San Andrés de Creta el cual es cantado durante la Cuaresma. En la mayoría de los cánones no hay ningún texto compuesto para la Oda II y por esta razón no existe este movimiento en el Kanon Pokajanen. La numeración de los movimientos, sin embargo, no cambia como se muestra en el siguiente esquema de toda la pieza:
- Oda I
- Oda III
- Oda IV
- Oda V
- Oda VI
- Kondakion
- Ikos
- Oda VII -basada en la obra de 1994 de Arvo Pärt "Memento".
- Oda VIII
- Oda IX -basada en la obra de 1990 de Arvo Pärt "Nun eile ich...".
- Oración después del Canon

## Texto
El texto del Kanon Pokajanen está escrito en eslavo eclesiástico, lengua litúrgica de la Iglesia ortodoxa.
| Nombre del movimiento     | Texto en eslavo eclesiástico | Texto en eslavo eclesiástico (escritura romanizada) | Texto en español |
| ------------------------- | --- | --- | --- |
| Oda I                     | Ирмо́с: Яко по суху пешешествовав Израиль, по бездне стопами, гонителя фараона видя потопляема, Богу победную песнь поим, вопияше. 'Припев': Помилуй мя, Боже, помилуй мя. Ныне приступих аз грешный и обремененный к Тебе, Владыце и Богу моему; не смею же взирати на небо, токмо молюся, глаголя: даждь ми, Господи, ум, да плачуся дел моих горько. Припев'': Помилуй мя, Боже, помилуй мя. О, горе мне грешному! Паче всех человек окаянен есмь, покаяния несть во мне; даждь ми, Господи, слезы, да плачуся дел моих горько. Припев: Слава Отцу и Сыну и Святому Духу. Безумне, окаянне человече, в лености время губиши; помысли житие твое, и обратися ко Господу Богу, и плачися о делех твоих горько. Припев: И ныне и присно и во веки веков. Аминь. Мати Божия Пречистая, воззри на мя грешного, и от сети диаволи избави мя, и на путь покаяния настави мя, да плачуся дел моих горько. | Irmós: Yako po sukhu pesheshestvovav Izrail', po bezdne stopami, gonitelya faraona vidya potoplyayema, Bogu pobednuyu pesn' poim, vopiyashe. Pripev: Pomiluy mya, Bozhe, pomiluy mya. Nyne pristupikh az greshnyy i obremenennyy k Tebe, Vladytse i Bogu moyemu; ne smeyu zhe vzirati na nebo, tokmo molyusya, glagolya: dazhd' mi, Gospodi, um, da plachusya del moikh gor'ko. Pripev: Pomiluy mya, Bozhe, pomiluy mya. O, gore mne greshnomu! Pache vsekh chelovek okayanen yesm', pokayaniya nest' vo mne; dazhd' mi, Gospodi, slezy, da plachusya del moikh gor'ko. Pripev: Slava Ottsu i Synu i Svyatomu Dukhu. Bezumne, okayanne cheloveche, v lenosti vremya gubishi; pomysli zhitiye tvoye, i obratisya ko Gospodu Bogu, i plachisya o delekh tvoikh gor'ko. Pripev: I nyne i prisno i vo veki vekov. Amin'. Mati Bozhiya Prechistaya, vozzri na mya greshnogo, i ot seti diavoli izbavi mya, i na put' pokayaniya nastavi mya, da plachusya del moikh gor'ko. | Hirmos: Como sobre la tierra caminó Israel por el mar, viendo al perseguidor faraón ahogándose, por eso exclamemos cantando a Dios la canción del triunfo. Estribillo: Ten piedad de mí, Dios mío, ten piedad de mí. Ahora me acerco a Ti, yo, el pecador turbado, oh, mi Dios Poderoso, y no me atrevo mirar a lo alto, sólo rezo diciendo: aclara mi mente, Señor, para llorar por mis hechos. Estribillo: Ten piedad de mí, Dios mío, ten piedad de mí. Ay de mi, pecador! Más que todos los hombres condenado estoy, arrepentimiento no tengo en mi: dame, Señor, las lágrimas que con angustia lloro mis hechos. Estribillo: Gloria al Padre y al Hijo y al Espíritu Santo. Demente, condenado hombre, en pereza matas tu tiempo: repasa tu vida y acude al Señor Dios, con angustia llorando tus hechos. Estribillo: Y ahora y siempre y por los siglos de los siglos. Amén. Madre Purísima de Dios, mira a mi pecador, y de la red del Diablo, sálvame y enséñame el camino del arrepentimiento que con angustia lloro mis hechos. |
| Oda III                   | Ирмо́с: Несть свят, якоже Ты, Господи Боже мой, вознесый рог верных Твоих, Блаже, и утвердивый нас на камени исповедания Твоего. Припев: Помилуй мя, Боже, помилуй мя. Внегда поставлени будут престоли на судищи страшнем, тогда всех человек дела обличатся; горе тамо будет грешным, в муку отсылаемым; и то ведущи, душе моя, покайся от злых дел твоих. Припев: Помилуй мя, Боже, помилуй мя. Праведницы возрадуются, а грешнии восплачутся, тогда никтоже возможет помощи нам, но дела наша осудят нас, темже прежде конца покайся от злых дел твоих. Припев: Слава Отцу и Сыну и Святому Духу. Увы мне великогрешному, иже делы и мысльми осквернився, ни капли слез имею от жестосердия; ныне возникни от земли, душе моя, и покайся от злых дел твоих. Припев: И ныне и присно и во веки веков. Аминь. Се, взывает, Госпоже, Сын Твой, и поучает нас на доброе, аз же грешный добра всегда бегаю; но Ты, Милостивая, помилуй мя, да покаюся от злых моих дел. Припев: Господи, помилуй. Господи, помилуй. Господи, помилуй. Седален: Помышляю день страшный и плачуся деяний моих лукавых: како отвещаю Безсмертному Царю, или коим дерзновением воззрю на Судию, блудный аз? Благоутробный Отче, Сыне Единородный и Душе Святый, помилуй мя. Припев: Слава Отцу и Сыну и Святому Духу. И ныне и присно и во веки веков. Аминь. Богородичен: Связан многими ныне пленицами грехов и содержим лютыми страстьми и бедами, к Тебе прибегаю, моему спасению, и вопию: помози ми, Дево, Мати Божия. | Irmós: Nest' svyat, yakozhe Ty, Gospodi Bozhe moy, voznesyy rog vernykh Tvoikh, Blazhe, i utverdivyy nas na kameni ispovedaniya Tvoyego. Pripev: Pomiluy mya, Bozhe, pomiluy mya. Vnegda postavleni budut prestoli na sudishchi strashnem, togda vsekh chelovek dela oblichatsya; gore tamo budet greshnym, v muku otsylayemym; i to vedushchi, dushe moya, pokaysya ot zlykh del tvoikh. Pripev: Pomiluy mya, Bozhe, pomiluy mya. Pravednitsy vozraduyutsya, a greshnii vosplachutsya, togda niktozhe vozmozhet pomoshchi nam, no dela nasha osudyat nas, temzhe prezhde kontsa pokaysya ot zlykh del tvoikh. Pripev: Slava Ottsu i Synu i Svyatomu Dukhu. Uvy mne velikogreshnomu, izhe dely i mysl'mi oskvernivsya, ni kapli slez imeyu ot zhestoserdiya; nyne voznikni ot zemli, dushe moya, i pokaysya ot zlykh del tvoikh. Pripev: I nyne i prisno i vo veki vekov. Amin'. Se, vzyvayet, Gospozhe, Syn Tvoy, i pouchayet nas na dobroye, az zhe greshnyy dobra vsegda begayu; no Ty, Milostivaya, pomiluy mya, da pokayusya ot zlykh moikh del. Pripev: Gospodi, pomiluy. Gospodi, pomiluy. Gospodi, pomiluy. Sedalen: Pomyshlyayu den' strashnyy i plachusya deyaniy moikh lukavykh: kako otveshchayu Bezsmertnomu Tsaryu, ili koim derznoveniyem vozzryu na Sudiyu, bludnyy az? Blagoutrobnyy Otche, Syne Yedinorodnyy i Dushe Svyatyy, pomiluy mya. Pripev: Slava Ottsu i Synu i Svyatomu Dukhu. I nyne i prisno i vo veki vekov. Amin'. Bogorodichen: Svyazan mnogimi nyne plenitsami grekhov i soderzhim lyutymi strast'mi i bedami, k Tebe pribegayu, moyemu spaseniyu, i vopiyu: pomozi mi, Devo, Mati Bozhiya. | Hirmos: No hay Santo como Tú Señor, Dios mío, que levantaste el orgullo de Tus fieles, oh, Bendito, y estableciste a nosotros encima de la piedra de Tu confesión. Estribillo: Ten piedad de mí, Dios mío, ten piedad de mí. Cuando en Tu juicio final estarán puestos los tronos, y se descubrirán los hechos de todos los hombres, oh, lastima que va a dar por los pecadores, enviados al martirio: sabiendo eso, alma mia, renuncia a tus hechos malignos. Estribillo: Ten piedad de mí, Dios mío, ten piedad de mí. Los venerables van a regocijar y los pecadores van a llorar y nadie podrá ayudarnos, nuestros hechos nos juzgarán: así que adelantando el fin, renuncia a tus hechos malignos. Estribillo: Gloria al Padre y al Hijo y al Espíritu Santo. Gloria: Ay de mi gran pecador! con los hechos y los pensamientos me profanó, ni una gota de lágrimas tengo por la crueldad de mi corazón: álzate de la tierra, alma mia, y renuncia a tus hechos malignos. Estribillo: Y ahora y siempre y por los siglos de los siglos. Amén. Ahora: Nos está llamando, oh, Señora, Tu Hijo, y nos enseña el bien, solo yo pecador, del bien siempre huyo: pero Tu, Benevolente, ten piedad de mi haz renunciar a mis hechos malignos. Estribillo: Señor, ten piedad. Señor, ten piedad. Señor, ten piedad. Sendalen: Pienso en el día de la ira y lloro por mis maliciosos hechos : que responderá al Rey Inmortal? O con cual audacia voy a mirar al Juez, yo pródigo? Oh, Clemente Padre, Hijo único y el Espíritu Santo, ten piedad de mi. Estribillo: Gloria al Padre y al Hijo y al Espíritu Santo. Y ahora y siempre y por los siglos de los siglos. Amén. Teotokio: Amarrado estoy en el cautiverio de mis múltiples pecados y condenado por las pasiones feroces y malvadas, a Ti acudo , oh, mi Salvadora, y Te clamo: Ayúdame Virgen Madre de Dios. |
| Oda IV                    | Ирмо́с: Христос моя сила, Бог и Господь, честная Церковь боголепно поет, взывающи от смысла чиста, о Господе празднующи. Припев: Помилуй мя, Боже, помилуй мя. Широк путь зде и угодный сласти творити, но горько будет в последний день, егда душа от тела разлучатися будет: блюдися от сих, человече, Царствия ради Божия. Припев: Помилуй мя, Боже, помилуй мя. Почто убогаго обидиши, мзду наемничу удержуеши, брата твоего не любиши, блуд и гордость гониши? Остави убо сия, душе моя, и покайся Царствия ради Божия. Припев: Слава Отцу и Сыну и Святому Духу. О, безумный человече, доколе углебаеши, яко пчела, собирающи богатство твое? Вскоре бо погибнет, яко прах и пепел: но более взыщи Царствия Божия. Припев: И ныне и присно и во веки веков. Аминь. Госпоже Богородице, помилуй мя грешного, и в добродетели укрепи, и соблюди мя, да наглая смерть не похитит мя неготоваго, и доведи мя, Дево, Царствия Божия. | Irmós: Khristos moya sila, Bog i Gospod', chestnaya Tserkov' bogolepno poyet, vzyvayushchi ot smysla chista, o Gospode prazdnuyushchi. Pripev: Pomiluy mya, Bozhe, pomiluy mya. Shirok put' zde i ugodnyy slasti tvoriti, no gor'ko budet v posledniy den', yegda dusha ot tela razluchatisya budet: blyudisya ot sikh, cheloveche, Tsarstviya radi Bozhiya. Pripev: Pomiluy mya, Bozhe, pomiluy mya. Pochto ubogago obidishi, mzdu nayemnichu uderzhuyeshi, brata tvoyego ne lyubishi, blud i gordost' gonishi? Ostavi ubo siya, dushe moya, i pokaysya Tsarstviya radi Bozhiya. Pripev: Slava Ottsu i Synu i Svyatomu Dukhu. O, bezumnyy cheloveche, dokole uglebayeshi, yako pchela, sobirayushchi bogatstvo tvoye? Vskore bo pogibnet, yako prakh i pepel: no boleye vzyshchi Tsarstviya Bozhiya. Pripev: I nyne i prisno i vo veki vekov. Amin'. Gospozhe Bogoroditse, pomiluy mya greshnogo, i v dobrodeteli ukrepi, i soblyudi mya, da naglaya smert' ne pokhitit mya negotovago, i dovedi mya, Devo, Tsarstviya Bozhiya. | Hirmos: Cristo es mi poder, Dios y Señor, la Santa Iglesia divinamente Te canta, clamando en el sentido puro, celebrando al Señor. Estribillo: Ten piedad de mí, Dios mío, ten piedad de mí. En el camino ancho estas y oportuno para gozar del placer, pero ay de ti en el último día, cuando el alma se separara de tu cuerpo: por eso cuídate, hombre, por el Reino de Dios. Estribillo: Ten piedad de mí, Dios mío, ten piedad de mí. Porque ofendes al pobre y no le das la recompensa por su trabajo, no amas a tu hermano, el camino del pecado y del orgullo sigues? Deja eso, alma mía, y arrepiéntete por el Reino de Dios. Estribillo: Gloria al Padre y al Hijo y al Espíritu Santo. Oh, insensato hombre! hasta cuando vas a estar encenagado, como la oveja recogiendo tus riquezas? Muy pronto desapareceré como polvo y cenizas: mas vale que busques el Reino de Dios. Estribillo: Y ahora y siempre y por los siglos de los siglos. Amén. Oh, Señora, Madre de Dios, apiádate de mi que soy pecador y fortaléceme en la virtud y cuídame para que la muerte insolente no me robe en el momento cuando todavía no estoy preparado y guíame, oh, Virgen, al Reino de Dios. |
| Oda V                     | Ирмо́с: Божиим светом Твоим, Блаже, утренюющих Ти души любовию озари, молюся, Тя ведети, Слове Божий, истиннаго Бога, от мрака греховнаго взывающа. Припев: Помилуй мя, Боже, помилуй мя. Воспомяни, окаянный человече, како лжам, клеветам, разбою, немощем, лютым зверем, грехов ради порабощен еси; душе моя грешная, того ли восхотела еси? Припев: Помилуй мя, Боже, помилуй мя. Трепещут ми уди, всеми бо сотворих вину: очима взираяй, ушима слышай, языком злая глаголяй, всего себе геенне предаяй; душе моя грешная, сего ли восхотела еси? Припев: Слава Отцу и Сыну и Святому Духу. Блудника и разбойника кающася приял еси, Спасе, аз же един леностию греховною отягчихся и злым делом поработихся, душе моя грешная, сего ли восхотела еси? Припев: И ныне и присно и во веки веков. Аминь. Дивная и скорая помощнице всем человеком, Мати Божия, помози мне недостойному, душа бо моя грешная того восхоте. | Irmós: Bozhiim svetom Tvoim, Blazhe, utrenyuyushchikh Ti dushi lyuboviyu ozari, molyusya, Tya vedeti, Slove Bozhiy, istinnago Boga, ot mraka grekhovnago vzyvayushcha. Pripev: Pomiluy mya, Bozhe, pomiluy mya. Vospomyani, okayannyy cheloveche, kako lzham, klevetam, razboyu, nemoshchem, lyutym zverem, grekhov radi poraboshchen yesi; dushe moya greshnaya, togo li voskhotela yesi? Pripev: Pomiluy mya, Bozhe, pomiluy mya. Trepeshchut mi udi, vsemi bo sotvorikh vinu: ochima vzirayay, ushima slyshay, yazykom zlaya glagolyay, vsego sebe geyenne predayay; dushe moya greshnaya, sego li voskhotela yesi? Pripev: Slava Ottsu i Synu i Svyatomu Dukhu. Bludnika i razboynika kayushchasya priyal yesi, Spase, az zhe yedin lenostiyu grekhovnoyu otyagchikhsya i zlym delom porabotikhsya, dushe moya greshnaya, sego li voskhotela yesi? Pripev: I nyne i prisno i vo veki vekov. Amin'. Divnaya i skoraya pomoshchnitse vsem chelovekom, Mati Bozhiya, pomozi mne nedostoynomu, dusha bo moya greshnaya togo voskhote. | Hirmos: Con Tu luz divina, oh, Bondadoso, a las almas, que madrugan en oración, ilumina con el amor, Te ruego: que Te conozcan, Verbo de Dios, Dios verdadero, quien nos salva de las tinieblas del pecado. Estribillo: Ten piedad de mí, Dios mío, ten piedad de mí. Acuérdate, oh, condenado hombre, como a las falsedades, mentiras, bandalaje, debilidades, animales feroces por tus pecados esclavizaste: oh, mi alma caída, es eso lo que tu quieres? Estribillo: Ten piedad de mí, Dios mío, ten piedad de mí. Tiembla cada parte de mi cuerpo, porque cada uno de ellos tiene su culpa: Los ojos mirando, los oídos escuchando, la lengua diciendo maldades destinándome entero al infierno: oh, mi alma caída, es eso, lo que tu quieres? Estribillo: Gloria al Padre y al Hijo y al Espíritu Santo. La confesión del pródigo y del buen ladrón recibiste, oh, Salvador, únicamente yo estoy por mi pereza cargado de mis pecados y ofreciéndome para las malicias: oh, mi alma caída, es eso, lo que tu quieres? Estribillo: Y ahora y siempre y por los siglos de los siglos. Amén. Admirable y Veloz Intercesora de todos los hombres, Madre de Dios, ayúdame a mi indigno es eso lo que quiere mi alma caída. |
| Oda VI                    | Ирмо́с: Житейское море, воздвизаемое зря напастей бурею, к тихому пристанищу Твоему притек, вопию Ти: возведи от тли живот мой, Многомилостиве. Припев: Помилуй мя, Боже, помилуй мя. Житие на земли блудно пожих и душу во тьму предах, ныне убо молю Тя, Милостивый Владыко: свободи мя от работы сея вражия, и даждь ми разум творити волю Твою. Припев: Помилуй мя, Боже, помилуй мя. Кто творит таковая, якоже аз? Якоже бо свиния лежит в калу, тако и аз греху служу. Но Ты, Господи, исторгни мя от гнуса сего и даждь ми сердце творити заповеди Твоя. Припев: Слава Отцу и Сыну и Святому Духу. Воспряни, окаянный человече, к Богу, воспомянув своя согрешения, припадая ко Творцу, слезя и стеня; Той же, яко милосерд, даст ти ум знати волю Свою. Припев: И ныне и присно и во веки веков. Аминь. Богородице Дево, от видимаго и невидимаго зла сохрани мя, Пречистая, и приими молитвы моя, и донеси я Сыну Твоему, да даст ми ум творити волю Его. | Irmós: Zhiteyskoye more, vozdvizayemoye zrya napastey bureyu, k tikhomu pristanishchu Tvoyemu pritek, vopiyu Ti: vozvedi ot tli zhivot moy, Mnogomilostive. Pripev: Pomiluy mya, Bozhe, pomiluy mya. Zhitiye na zemli bludno pozhikh i dushu vo t'mu predakh, nyne ubo molyu Tya, Milostivyy Vladyko: svobodi mya ot raboty seya vrazhiya, i dazhd' mi razum tvoriti volyu Tvoyu. Pripev: Pomiluy mya, Bozhe, pomiluy mya. Kto tvorit takovaya, yakozhe az? Yakozhe bo sviniya lezhit v kalu, tako i az grekhu sluzhu. No Ty, Gospodi, istorgni mya ot gnusa sego i dazhd' mi serdtse tvoriti zapovedi Tvoya. Pripev: Slava Ottsu i Synu i Svyatomu Dukhu. Vospryani, okayannyy cheloveche, k Bogu, vospomyanuv svoya sogresheniya, pripadaya ko Tvortsu, slezya i stenya; Toy zhe, yako miloserd, dast ti um znati volyu Svoyu. Pripev: I nyne i prisno i vo veki vekov. Amin'. Bogoroditse Devo, ot vidimago i nevidimago zla sokhrani mya, Prechistaya, i priimi molitvy moya, i donesi ya Synu Tvoyemu, da dast mi um tvoriti volyu Yego. | Hirmos: Mar de problemas levantara en vano la tormenta de la desgracia, porque ya llegué a Tu silencioso albergue y Te clamo: Levanta mi vida del padecimiento, oh, Misericordioso. Estribillo: Ten piedad de mí, Dios mío, ten piedad de mí. Mi vida terrenal viví sin rumbo, entregando mi alma a la tenebrosidad, ahora te ruego, oh, Misericordioso Soberano: líbrame de ese cargo discrepante y alumbra mi mente para cumplir Tu voluntad. Estribillo: Ten piedad de mí, Dios mío, ten piedad de mí. ¿Quién podrá hacer lo mismo que hago yo? Como el puerco está tirado en su excremento, así mismo estoy, servidor del pecado: pero Tú, Señor, apártame de esa peste y fortalece a mi corazón para cumplir con Tus mandamientos. Estribillo: Gloria al Padre y al Hijo y al Espíritu Santo. Levántate, oh, condenado hombre, levántate hacia Dios, acordándote de tus faltas, recurra al Creador gimiendo y llorando, El por su merced iluminara tu mente para que conozcas Su voluntad. Estribillo: Y ahora y siempre y por los siglos de los siglos. Amén. Oh, Virgen Deípara, cuídame de las visibles e invisibles maldades, oh, Purísima, y recibe mis oraciones y llévalas donde Tu Hijo, que me de la mente clara para cumplir con Su voluntad. |
| Kondakion                 | Душе моя, почто грехами богатееши, почто волю диаволю твориши, в чесом надежду полагаеши? Престани от сих и обратися к Богу с плачем, зовущи: милосерде Господи, помилуй мя грешнаго. | Dushe moya, pochto grekhami bogateyeshi, pochto volyu diavolyu tvorishi, v chesom nadezhdu polagayeshi? Prestani ot sikh i obratisya k Bogu s plachem, zovushchi: miloserde Gospodi, pomiluy mya greshnago. | Alma mía, para que te enriqueces de los pecados? Para que la voluntad del diablo haces? Las esperanzas tu cambias por lo fugaz, deja eso y regrésate a Dios y clama llorando: Misericordioso Señor, ten piedad de mi, pecador. |
| Ikos                      | Помысли, душе моя, горький час смерти и страшный суд Творца твоего и Бога: Ангели бо грознии поймут тя, душе, и в вечный огнь введут: убо прежде смерти покайся, вопиющи: Господи, помилуй мя грешнаго. | Pomysli, dushe moya, gor'kiy chas smerti i strashnyy sud Tvortsa tvoyego i Boga: Angeli bo groznii poymut tya, dushe, i v vechnyy ogn' vvedut: ubo prezhde smerti pokaysya, vopiyushchi: Gospodi, pomiluy mya greshnago. | Piensa mi alma sobre la hora amarga de la muerte y sobre el juicio final de tu Dios Creador: porque los ángeles amenazantes, te cogerán, oh, alma, al fuego eterno te llevarán, por eso antes de la muerte arrepiéntete clamando: Señor ten piedad de mi, pecador. |
| Oda VII                   | Ирмо́с: Росодательну убо пещь содела Ангел преподобным отроком, халдеи же опаляющее веление Божие, мучителя увеща вопити: благословен еси, Боже отец наших. Припев: Помилуй мя, Боже, помилуй мя. Не надейся, душе моя, на тленное богатство и на неправедное собрание, вся бо сия не веси кому оставиши, но возопий: помилуй мя, Христе Боже, недостойнаго. Припев: Помилуй мя, Боже, помилуй мя. Не уповай, душе моя, на телесное здравие и на скоромимоходящую красоту, видиши бо, яко сильнии и младии умирают; но возопий: помилуй мя, Христе Боже, недостойнаго. Припев: Слава Отцу и Сыну и Святому Духу. Воспомяни, душе моя, вечное житие, Царство Небесное, уготованное святым, и тьму кромешную и гнев Божий злым, и возопий: помилуй мя, Христе Боже, недостойнаго. Припев: И ныне и присно и во веки веков. Аминь. Припади, душе моя, к Божией Матери и помолися Той, есть бо скорая помощница кающимся, умолит Сына Христа Бога, и помилует мя недостойнаго. | Irmós: Rosodatel'nu ubo peshch' sodela Angel prepodobnym otrokom, khaldei zhe opalyayushcheye veleniye Bozhiye, muchitelya uveshcha vopiti: blagosloven yesi, Bozhe otets nashikh. Pripev: Pomiluy mya, Bozhe, pomiluy mya. Ne nadeysya, dushe moya, na tlennoye bogatstvo i na nepravednoye sobraniye, vsya bo siya ne vesi komu ostavishi, no vozopiy: pomiluy mya, Khriste Bozhe, nedostoynago. Pripev: Pomiluy mya, Bozhe, pomiluy mya. Ne upovay, dushe moya, na telesnoye zdraviye i na skoromimokhodyashchuyu krasotu, vidishi bo, yako sil'nii i mladii umirayut; no vozopiy: pomiluy mya, Khriste Bozhe, nedostoynago. Pripev: Slava Ottsu i Synu i Svyatomu Dukhu. Vospomyani, dushe moya, vechnoye zhitiye, Tsarstvo Nebesnoye, ugotovannoye svyatym, i t'mu kromeshnuyu i gnev Bozhiy zlym, i vozopiy: pomiluy mya, Khriste Bozhe, nedostoynago. Pripev: I nyne i prisno i vo veki vekov. Amin'. Pripadi, dushe moya, k Bozhiyey Materi i pomolisya Toy, yest' bo skoraya pomoshchnitsa kayushchimsya, umolit Syna Khrista Boga, i pomiluyet mya nedostoynago. | Hirmos: El horno roció el ángel por los venerables jóvenes, achicharro a los caldeos cumpliendo la voluntad de Dios, haciendo gritar al verdugo: Bendito eres Dios de nuestros padres. Estribillo: Ten piedad de mí, Dios mío, ten piedad de mí. No pongas las esperanza, alma mia, en las riquezas terrenales y en la reunión de los malhechores, porque todo lo conseguido no sabrás a quien dejar, pero clama: Apiádate de mi, que soy indigno, Cristo Dios. Estribillo: Ten piedad de mí, Dios mío, ten piedad de mí. No confíes, alma mía, en la salud intacta de tu cuerpo, en la belleza que pronto pasará, porque puedes ver que los fuertes y jóvenes se van, pero clama: Apiádate de mi que soy indigno, Cristo Dios. Estribillo: Gloria al Padre y al Hijo y al Espíritu Santo. Acuérdate, mi alma, de la vida eterna, del Reino Celestial, que está preparado para los santos y también acuérdate de la oscuridad total y de la ira de Dios contra los malvados y ruega: Apiádate de mi que soy indigno, Cristo Dios. Estribillo: Y ahora y siempre y por los siglos de los siglos. Amén. Dirígete , alma mía, a la Madre de Dios y reza a ella porque es Veloz Intercesora de los arrepentidos, intercederá ante su Hijo, Cristo Dios, y perdonará a mi indigno. |
| Oda VIII                  | Ирмо́с: Из пламене преподобным росу источил еси и праведнаго жертву водою попалил еси: вся бо твориши, Христе, токмо еже хотети. Тя превозносим во вся веки.' Припев: Помилуй мя, Боже, помилуй мя.' Како не имам плакатися, егда помышляю смерть, видех бо во гробе лежаща брата моего, безславна и безобразна? Что убо чаю, и на что надеюся? Токмо даждь ми, Господи, прежде конца покаяние. Припев: Помилуй мя, Боже, помилуй мя.' Како не имам плакатися, егда помышляю смерть, видех бо во гробе лежаща брата моего, безславна и безобразна? Что убо чаю, и на что надеюся? Токмо даждь ми, Господи, прежде конца покаяние. Припев: Слава Отцу и Сыну и Святому Духу.' Верую, яко приидеши судити живых и мертвых, и вси во своем чину станут, старии и младии, владыки и князи, девы и священницы; где обрящуся аз? Сего ради вопию: даждь ми, Господи, прежде конца покаяние. Припев: И ныне и присно и во веки веков. Аминь.' Пречистая Богородице, приими недостойную молитву мою и сохрани мя от наглыя смерти, и даруй ми прежде конца покаяние. | Irmós: Iz plamene prepodobnym rosu istochil yesi i pravednago zhertvu vodoyu popalil yesi: vsya bo tvorishi, Khriste, tokmo yezhe khoteti. Tya prevoznosim vo vsya veki. Pripev: Pomiluy mya, Bozhe, pomiluy mya. Kako ne imam plakatisya, yegda pomyshlyayu smert', videkh bo vo grobe lezhashcha brata moyego, bezslavna i bezobrazna? Chto ubo chayu, i na chto nadeyusya? Tokmo dazhd' mi, Gospodi, prezhde kontsa pokayaniye. Pripev: Pomiluy mya, Bozhe, pomiluy mya. Kako ne imam plakatisya, yegda pomyshlyayu smert', videkh bo vo grobe lezhashcha brata moyego, bezslavna i bezobrazna? Chto ubo chayu, i na chto nadeyusya? Tokmo dazhd' mi, Gospodi, prezhde kontsa pokayaniye. Pripev: Slava Ottsu i Synu i Svyatomu Dukhu. Veruyu, yako priideshi suditi zhivykh i mertvykh, i vsi vo svoyem chinu stanut, starii i mladii, vladyki i knyazi, devy i svyashchennitsy; gde obryashchusya az? Sego radi vopiyu: dazhd' mi, Gospodi, prezhde kontsa pokayaniye. Pripev: I nyne i prisno i vo veki vekov. Amin'. Prechistaya Bogoroditse, priimi nedostoynuyu molitvu moyu i sokhrani mya ot naglyya smerti, i daruy mi prezhde kontsa pokayaniye. | Hirmos: Del fuego el rocío derramaste para los venerables y la ofrenda del justo quemaste con el agua, todo podrás a hacer, oh, Cristo, como Tu quieres, a Ti te alabamos por todos los siglos. Estribillo: Ten piedad de mí, Dios mío, ten piedad de mí. Como no voy a tener que llorar, en la muerte pensando? Viendo en el ataúd a mi hermano, infame y horrendo, que espero? En que estoy poniendo mis esperanzas? Solo dame, Señor, antes del fin la confesión. Estribillo: Ten piedad de mí, Dios mío, ten piedad de mí. Como no voy a tener que llorar, en la muerte pensando? Viendo en el ataúd a mi hermano, infame y horrendo, que espero? En que estoy poniendo mis esperanzas? Solo dame, Señor, antes del fin la confesión. Estribillo: Gloria al Padre y al Hijo y al Espíritu Santo. Creo, que cuando vendrás a juzgar a los vivos y muertos a todos pondrás en su orden: los viejos y los jóvenes, los soberanos y los príncipes, las vírgenes y los sacerdotes, en dónde voy a encontrarme yo? por eso te ruego: dame Señor, antes del fin la confesión. Estribillo: Y ahora y siempre y por los siglos de los siglos. Amén. Purísima Deípara, recibe mi oración indigna y guárdame de la incesante muerte y dame antes del fin la confesión. |
| Oda IX                    | Ирмо́с: Бога человеком невозможно видети, на Негоже не смеют чини Ангельстии взирати; Тобою же, Всечистая, явися человеком Слово Воплощенно, Егоже величающе, с небесными вои Тя ублажаем. Припев: Помилуй мя, Боже, помилуй мя. Ныне к вам прибегаю, Ангели, Архангели и вся небесныя силы, у Престола Божия стоящии, молитеся ко Творцу своему, да избавит душу мою от муки вечныя. Припев: Помилуй мя, Боже, помилуй мя. Ныне плачуся к вам, святии патриарси, царие и пророцы, апостоли и святителие и вси избраннии Христовы: помозите ми на суде, да спасет душу мою от силы вражия. Припев: Слава Отцу и Сыну и Святому Духу. Ныне к вам воздежу руце, святии мученицы, пустынницы, девственницы, праведницы и вси святии, молящиися ко Господу за весь мир, да помилует мя в час смерти моея. Припев: И ныне и присно и во веки веков. Аминь. Мати Божия, помози ми, на Тя сильне надеющемуся, умоли Сына Своего, да поставит мя недостойнаго одесную Себе, егда сядет судяй живых и мертвых, аминь. | Irmós: Boga chelovekom nevozmozhno videti, na Negozhe ne smeyut chini Angel'stii vzirati; Toboyu zhe, Vsechistaya, yavisya chelovekom Slovo Voploshchenno, Yegozhe velichayushche, s nebesnymi voi Tya ublazhayem. Pripev: Pomiluy mya, Bozhe, pomiluy mya. Nyne k vam pribegayu, Angeli, Arkhangeli i vsya nebesnyya sily, u Prestola Bozhiya stoyashchii, molitesya ko Tvortsu svoyemu, da izbavit dushu moyu ot muki vechnyya. Pripev: Pomiluy mya, Bozhe, pomiluy mya. Nyne plachusya k vam, svyatii patriarsi, tsariye i prorotsy, apostoli i svyatiteliye i vsi izbrannii Khristovy: pomozite mi na sude, da spaset dushu moyu ot sily vrazhiya. Pripev: Slava Ottsu i Synu i Svyatomu Dukhu. Nyne k vam vozdezhu rutse, svyatii muchenitsy, pustynnitsy, devstvennitsy, pravednitsy i vsi svyatii, molyashchiisya ko Gospodu za ves' mir, da pomiluyet mya v chas smerti moyeya. Pripev: I nyne i prisno i vo veki vekov. Amin'. Mati Bozhiya, pomozi mi, na Tya sil'ne nadeyushchemusya, umoli Syna Svoyego, da postavit mya nedostoynago odesnuyu Sebe, yegda syadet sudyay zhivykh i mertvykh, amin'. | Hirmos: Dios para los hombres es invisible, a El no se atreven a mirar ni los órdenes de los ángeles, pero Tu, Purísima, serviste para encarnar el Verbo dando la salvación a los hombres, exaltemos a El junto con los ejércitos celestiales, a El alabaremos. Estribillo: Ten piedad de mí, Dios mío, ten piedad de mí. Me dirijo a ustedes, ángeles, arcángeles y todos los ejércitos celestiales, que están al lado del trono de Dios: Recen a su Creador, que libera mi alma del sufrimiento eterno. Estribillo: Ten piedad de mí, Dios mío, ten piedad de mí. Ruego con las lágrimas a ustedes, Santos Patriarcas, reyes y profetas, Apóstoles y jerarcas y todos los elegidos de Cristo: Ayúdenme en el juicio final para salvar a mi alma del poder del enemigo. Estribillo: Gloria al Padre y al Hijo y al Espíritu Santo. Ahora levanto mis manos hacía ustedes santos mártires, eremitas, vírgenes, justos y todos los santos quienes ruegan al Señor por todo el mundo, que se apiade de mi en la hora de mi muerte. Estribillo: Y ahora y siempre y por los siglos de los siglos. Amén. Madre Divina, ayúdame ya que tengo en ti fuerte esperanza, ruega a Tu Hijo, para que ubique a mi indigno a su diestra, cuando va a juzgar a los vivos y muertos. Amen. |
| Oración después del Canon | Владыко Христе Боже, Иже страстьми Своими страсти моя исцеливый и язвами Своими язвы моя уврачевавый, даруй мне, много Тебе прегрешившему, слезы умиления; сраствори моему телу от обоняния Животворящаго Тела Твоего, и наслади душу мою Твоею Честною Кровию от горести, еюже мя сопротивник напои; возвыси мой ум к Тебе, долу поникший, и возведи от пропасти погибели: яко не имам покаяния, не имам умиления, не имам слезы утешительныя, возводящия чада ко своему наследию. Омрачихся умом в житейских страстех, не могу воззрети к Тебе в болезни, не могу согретися слезами, яже к Тебе любве. Но, Владыко Господи Иисусе Христе, сокровище благих, даруй мне покаяние всецелое и сердце люботрудное во взыскание Твое, даруй мне благодать Твою и обнови во мне зраки Твоего образа. Оставих Тя, не остави мене; изыди на взыскание мое, возведи к пажити Твоей и сопричти мя овцам избраннаго Твоего стада, воспитай мя с ними от злака Божественных Твоих Таинств, молитвами Пречистыя Твоея Матере и всех святых Твоих. Аминь. | Vladyko Khriste Bozhe, Izhe strast'mi Svoimi strasti moya istselivyy i yazvami Svoimi yazvy moya uvrachevavyy, daruy mne, mnogo Tebe pregreshivshemu, slezy umileniya; srastvori moyemu telu ot obonyaniya Zhivotvoryashchago Tela Tvoyego, i nasladi dushu moyu Tvoyeyu Chestnoyu Kroviyu ot goresti, yeyuzhe mya soprotivnik napoi; vozvysi moy um k Tebe, dolu ponikshiy, i vozvedi ot propasti pogibeli: yako ne imam pokayaniya, ne imam umileniya, ne imam slezy uteshitel'nyya, vozvodyashchiya chada ko svoyemu naslediyu. Omrachikhsya umom v zhiteyskikh strastekh, ne mogu vozzreti k Tebe v bolezni, ne mogu sogretisya slezami, yazhe k Tebe lyubve. No, Vladyko Gospodi Iisuse Khriste, sokrovishche blagikh, daruy mne pokayaniye vsetseloye i serdtse lyubotrudnoye vo vzyskaniye Tvoye, daruy mne blagodat' Tvoyu i obnovi vo mne zraki Tvoyego obraza. Ostavikh Tya, ne ostavi mene; izydi na vzyskaniye moye, vozvedi k pazhiti Tvoyey i soprichti mya ovtsam izbrannago Tvoyego stada, vospitay mya s nimi ot zlaka Bozhestvennykh Tvoikh Tainstv, molitvami Prechistyya Tvoyeya Matere i vsekh svyatykh Tvoikh. Amin'. | Soberano, Cristo Dios, Tú, quien con Tus Pasiones, mis pasiones sanaste y con tus llagas, mis llagas curaste, dóname a mí, quien te peca en multitudes, las lágrimas enternecedoras: llena mi cuerpo del olfato de tu cuerpo vivificador y deleita mi alma con tu honrada sangre quitando la amargura, con la cual me lleno el enemigo, eleva mi mente hacia Ti, que quedó caído en tierra y sácame del vacío de la muerte sin importar que no tengo arrepentimiento, no tengo ternura, no tengo lágrimas de consolación, que llevan Tus hijos a Tu herencia. Mi mente está nublada por las pasiones del vivir, no puedo mirarte en mi dolencia, no puedo templarme con lágrimas de amor por Ti, pero, oh, Soberano Señor, Jesucristo, Tesoro de los buenos, dame total arrepentimiento, corazón fuerte en amor para buscarte, dóname Tu gracia y restaura en mi la apariencia de Tu faz, a Ti te dejé, no me dejes a mí, sal a buscarme, tráeme a Tu pasto y úneme con Tus corderos de Tu rebaño elegido, incúlcame junto a ellos de la semilla de Tus Divinos Sacramentos por las oraciones de Tu Purísima Madre y de todos Tus Santos. Amen. |

## Características musicales
Kanon Pokajanen exhibe características del estilo Tintinnabuli de Arvo Pärt. La pieza permanece casi exclusivamente en re menor, desviándose particularmente sólo en pasajes expresivos y a veces en cadencias finales - por ejemplo, la pieza termina con una tercera de picardía en Re mayor. 
- El "hermoi" está presentado en un sonido de densidad totalmente coral. Entre las frases, hay generalmente pausas de silencio antes de que el coro continúe (esta herramienta es usada a través de toda la pieza) La mayoría del tiempo, la soprano y el tenor canta la melodía y la contralto y el bajo cantan la armonía.

- El "troparia" tiene un sonido parecido a los recitativos con sólo unas pocas partes cantadas al tiempo. Hay una disposición general de la voz que es mantenida a lo largo de las odas: la primera y la tercera muestran un bajo que canta la melodía y el tenor que canta la armonía; la segunda tiene la soprano y la contralto cantando la melodía y el tenor cantando la armonía; la última tiene a la voz de contralto y del tenor cantando la melodía y la soprano la armonía. Tanto el "ermoi" y el "troparia" siguen las características del canto ruso donde el anterior es candado y siguiente es recitado.

- Las dos respuestas antifonales, vistas como estribillos, son  Pomiluy mya, Bozhe, pomiluy mya  ("Ten piedad de mí, oh Dios, ten piedad de mí") y el Doxología menor ( Slava Ottsu i Sinú i Svyatomu Duhu  "Gloria al Padre y al Hijo y al Espíritu Santo" /;  yo nïnye i prisno i vo vyeki vyekov Amin  / "Ahora y siempre y por los siglos de los siglos. Amén."). La anterior utiliza un efecto de hoquetus o eco entre un conjunto de voces. Este último se canta al unísono rítmico.

- Las respuestas antifonales tienen un carácter musical distinto que está más cerca al canto de la bizantina que a las odas con influencia rusa.

- El Sedalen emplea una melodía al unísono, también más cerca del estilo bizantino, cantado por los cuatro voces. Incluye un pedal en un Re que atraviesa toda la escala Re mayor, intensificando gradualmente su volumen y registro. La doxología menor se canta similar a la respuesta Mya Pomiluy, Bozhe, mya pomiluy. El Teotokio al final de la Sedalen se canta de la manera habitual excepto con voces solistas.

- El Kondakion también tiene un estilo bizantino en su melodía. La soprano y la contralto cantan juntas, mientras que el tenor y bajo ofrecen el Ison. La tonalidad aquí es La menor melódica.

- El Ikos es muy parecido al Kondakion, excepto que el tenor y el bajo cantan ambos la melodía y el ison (dividido por supuesto).

- La Oración después del Canon es única en su configuración y hay una intensa construcción en términos de fuerza y volumen de las voces antes de retroceder de nuevo a un sonido más ligero y más etéreo.

En general, las melodías y armonías se mantienen bastante estáticas en toda la pieza. La variación se crea a través de la alteración de las disposiciones y funciones de las diversas partes de las voces. Las odas se construyen hacia cada sección intermedia (los estribillos), tratándolos como un pequeños clímax. La Oración después de la Canon es el más intenso de todos los clímax, en paralelo con la función de la oración.